# 法師宗
法師宗（ほっししゅう）は、齋藤豊吉と齋藤千代によって設立された、法華系の新宗教である。

## 聖地
独自の聖地は設けていない。同宗は釈尊（ゴータマ・ブッダ）の教えを信奉する仏教宗派のため、聖地ということになれば次の四大聖地となる、という解釈である。
- ルンビニー（釈尊生誕の地）
- ブッタガヤー（釈尊成道の地）
- サールナート（釈尊初転法輪の地）
- クシナガラ（釈尊入滅の地）

## 沿革
法華経を篤く信仰していた初代総裁の齋藤豊吉と二代総裁の齋藤千代は東京の戦火を逃れ、1944年（昭和19）4月8日※ 午前8時、初代総裁の郷里である岩手県一関市に疎開。ここを法師道実践の地と定め、布教活動を開始。わずか2人だけの、まさしくゼロからの出発となった。
同時に、「縁起の法門」を入り口に、涅槃寂静に至る法師道の前身である「供養道」の源泉を探し求め、遂に無学大師であることが判明。さらに大師随一の高弟、正学恩師がその教えの根本を護持されることを突き止めるに至り、奇しくも無学大師三十三回忌にあたる1950年（昭和25年）、大師亡きあと護り続けて来た本流としての『証』を、正学恩師より託された。
明けて1951年（昭和26年）1月、その『証』を基に、輪廻解脱に至る法師道の広宣流布者「法師」の育成を目的とした「法師会教団」を創立。ようやく1人目が門徒となったことを契機としてその評判が徐々に広まり、両師に教えをこう人々が参集するようになった。そして2年後の1953年（昭和28年）2月、文部省（当時）管轄の包括宗教法人として認証されるに至った。
以来、両師の志願から半世紀にわたり躍進を遂げたが、さらなる発展を願い、法師道を八徳目の実践体系とし、それを契機として1998年（平成10年）6月、文部省（当時）の認証を受けて「法師宗」と改称し、現在に至っている。
※広宣流布の志を抱いて一関の土を踏みしめた1944年（昭和19年）4月8日を「立教開宗の日」と定めている。
沿革
- 1944年（昭和19年）4月8日 - 立教開宗の日
- 1950（昭和25年） - 無学大師正統の『証』を継承
- 1951年（昭和26年）1月 - 「法師会教団」創立
- 1953年（昭和28年）2月 - 文部省（当時）管轄、包括宗教法人認証
- 1980年（昭和55年）11月 - 盛岡講法院　開設
- 1982年（昭和57年）3月 - 仙台講法院　 開設
- 1987年（昭和62年）9月 - 函館講法院　開設
- 1993年（平成5年）

4月 - 高井戸講法院　開設
11月 - 豊中講法院　開設
- 1998年（平成10年）

2月 - 藤枝講法院　開設
6月 - 「法師宗」と改称
- 2000年（平成12年）2月 - 能代講法院　開設
- 2002年（平成14年）2月 - 気仙沼講法院　開設

## 活動

### 活動の趣旨
「縁起の法門」を入り口に、涅槃寂静に至るまでを「法師道」とし、八つの徳目を掲げている。
八徳目とは、
1. 因縁生起
2. 発菩提心
3. 諸悪莫作
4. 衆善奉行
5. 懴悔滅罪
6. 自浄其意
7. 功徳廻向
8. 輪廻解脱

である。これらの実践によって得られた善根功徳を廻向し、自身および先祖の魂と一切衆生の魂の輪廻解脱をめざすとされている。

### 家庭での信仰活動
同宗では、子孫自らが先祖を供養することを重要な行としており、功徳廻向の第一としている。
- 朝夕に勤行経典の読誦
- 日常生活において自主的に法師道の八徳目の実践

1. 因縁生起
2. 発菩提心
3. 諸悪莫作
4. 衆善奉行
5. 懴悔滅罪
6. 自浄其意
7. 功徳廻向
8. 輪廻解脱

### 教団施設での活動
- 勤行経典の唱和
- 門徒による修行体験発表
- 仏法に関する法話

## 入会について

### 入会規定
- 原則として門徒による紹介制
- 18歳未満の場合、保護者の同意が必要
- 入会希望者は、入会申込書を提出
- 入会金 ／ 無
- 会費 ／ 月1,000円

### 退会規定
- 無（自由に退会できる）

## 教典および崇拝対象、年間行事 その他

### 経典
- 妙法蓮華経 先祖供養要品全（勤行経典）
- 法華三部経および諸経

### 崇拝対象
- 久遠実成本師釈迦大聖主（久遠からの不変不滅の仏法）

### 年間の主な行事
- 毎月の法座

### 定期刊行物
- 法師宗会報　月刊

### 教団として現在継続的に取り組んでいる社会活動
- 仏教における福祉の研究

出典／宗教情報リサーチセンター外部リンク
- 法師宗